# Giuseppe Verzocchi
Giuseppe Verzocchi (Roma, 1887 – Milano, 1970) è stato un imprenditore italiano.
Amante e mecenate dell'arte, realizzò la celebre collezione Verzocchi.

## Biografia
Nato a Roma nel 1887 da una famiglia di origine forlivese,

giovane diplomato, emigrò dapprima in Liguria e poi in Gran Bretagna, ove conobbe il conte Ottavio Vittorio de Romano, dirigente di un'industria mineraria, che lo assunse.
Tornato in Italia e stabilitosi a Milano, progettò e realizzò uno stabilimento di produzione di materiale refrattario a La Spezia, insieme con il socio de Romano. 

Consapevole del valore e dell'importanza della comunicazione, collaborò con alcuni artisti per la realizzazione, nel 1924, del catalogo di vendita dei prodotti dell'azienda: la "Verzocchi & de Romano", con il marchio “V&D”: il catalogo, con un evidente gioco di parole, era infatti intitolato Veni vd vici, ed aveva come sottotitolo Mattoni refrattari.
Nel 1949, nel clima operoso della ricostruzione postbellica, ideò e promosse la raccolta che prese il suo nome, invitando circa settanta pittori italiani, appartenenti alle più varie scuole artistiche, a creare un quadro di dimensioni prefissate sul tema del lavoro per cui versò la cifra di ben 100.000 lire. Nelle composizioni realizzate, come egli aveva richiesto, era sempre presente il tipico prodotto dell'azienda: un mattone refrattario con il logo “V&D”. 
Il 1º maggio 1961, giorno della Festa del lavoro, Verzocchi donò la raccolta al Comune di Forlì che la conservò prima nella sua Pinacoteca civica, poi a palazzo Romagnoli.

La collezione rappresenta tuttora un'importante testimonianza dell'arte italiana della metà del Novecento.
Verzocchi era lo zio della pittrice Vera Scardino. Morì a Milano, a circa ottantatré anni, nel 1970. È sepolto nel cimitero monumentale di Forlì. Il comune di Forlì ha intitolato al suo nome una via cittadina.